# Lemanu Peleti Mauga

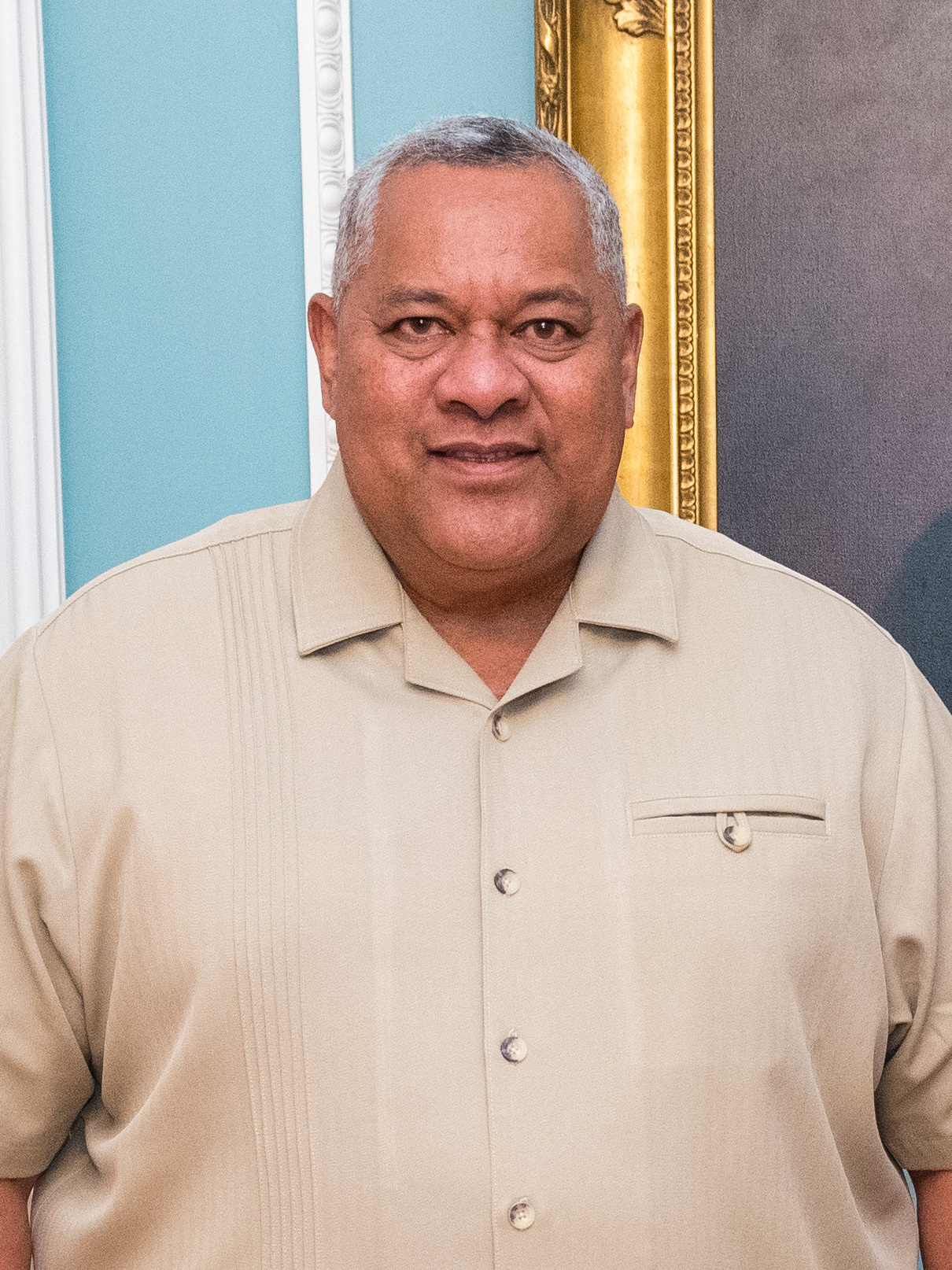
Lemanu Peleti Mauga (2023)

Lemanu Peleti Palepoi Sialega Mauga (* 3. Januar 1960 in Nu‘uuil, Amerikanisch-Samoa) ist ein amerikanisch-samoanischer Politiker. Er ist seit dem 3. Januar 2021 der 58. Gouverneur von Amerikanisch-Samoa. Zuvor war er Senator im Senat von Amerikanisch-Samoa.

## Leben
Lemanu Peleti Mauga wurde am 3. Januar 1960 in Nu‘uuil, Amerikanisch-Samoa, geboren.
Nach dem Besuch des America Samoa Community College erwarb Peleti Mauga einen Bachelor of Arts an der University of Hawaiʻi at Mānoa. Am 30. Juli 2012 erhielt er einen Masterabschluss an der San Diego State University.

## Karriere
Mauga war über 20 Jahre Soldat in der United States Army und nahm unter anderem am zweiten Golfkrieg teil. Nach seinem Abschied aus dem Militär wurde Mauga Direktor der Armeeinstruktionen und arbeitete weiterhin mit dem Junior Reserve Officers’ Training Corps (JROTC) von Amerikanisch-Samoa zusammen.
2009 wurde Mauga in den Senat von Amerikanisch-Samoa gewählt. Während seiner Zeit als Senator war er auch Vorsitzender des Haushalts- und Mittelausschusses und des Heimatschutzausschusses des Senats. Im Oktober 2011 wurde Mauga von Lolo Letalu Matalasi Moliga zum Kandidaten für das Amt des Vizegouverneurs von Amerikanisch-Samoa nominiert. Am 6. November 2012 setzten sich die beiden bei den Gouverneurswahlen in Amerikanisch-Samoa 2012 durch. Von 2013 bis 2021 übte Mauga das Amt des Vizegouverneurs von Amerikanisch-Samoa aus.
2020 gewannen Mauga und sein Mitstreiter Eleasalo Ale die Gouverneurswahlen in Amerikanisch-Samoa. Am 3. Januar 2021 wurde Mauga Gouverneur von Amerikanisch-Samoa.